# Lescheret
Lescheret est un village de l'Ardenne belge dans la province de Luxembourg (Belgique). le village fait aujour'hui partie de la commune belge de Vaux-sur-Sûre situé en Région wallonne. Avant la fusion des communes de 1977, Lescheret faisait partie de la commune de Juseret.

## Situation
Ce village d'Ardenne se situe dans la partie méridionale de la nouvelle commune de Vaux-sur-Sûre entre les localités de Juseret et Chêne, ce dernier village relevant de la commune de Léglise. Il se trouve à la source du petit ruisseau de Lescheret, un affluent de la Géronne. La vallée de ce ruisseau est reprise comme site de grand intérêt biologique.

## Patrimoine
- La chapelle Saint-Roch fut construite vers 1880 dans un style néo-roman. Elle remplace l’église antérieure bâtie en 1664 lorsque les habitants du village de Mageriol décimé par la peste incendièrent le village pour s'établir de l'autre côté de la colline à Lescheret. Une partie du mobilier (dont un retable à niches et à têtes d'angelots) date de l'époque de ce premier édifice[3] et provient de l'ancienne église de Mageriol. D'anciennes statues de saint Roch et de saint Sébastien datant de cette époque ont malheureusement été volées fin du XXe siècle. Elle compte une seule nef à trois travées et un chevet semi-circulaire. La façade, le clocher et la toiture sont recouverts d’ardoises et la flèche est de forme octogonale à base carrée.
- Deux autres petites chapelles sont recensées dans le village.

## Tourisme
- Lescheret possède un petit camping ainsi qu'une plaine de jeux réaménagée en 2023 par les ouvriers communaux.

## Personnalité liée au village
Arnaud De Lie, coureur cycliste né en 2002, habite une ferme du village. Il est surnommé le Taureau de Lescheret.